# 趙宏博
趙 宏博（ちょう こうはく、ツァオ・ホンボー、中国語: 赵宏博、英語: Hongbo Zhao、1973年9月22日 - ）は、中華人民共和国ハルビン出身の男子フィギュアスケート選手（ペア）、コーチ。バンクーバーオリンピック金メダリスト、ソルトレイクシティオリンピック及びトリノオリンピック銅メダリスト。2002年、2003年、2007年世界フィギュアスケート選手権優勝。パートナーは妻の申雪。

## 経歴
コーチの勧めでペアに挑戦。その後1992年から申雪とペア競技に取り組み、1997年ごろから頭角を現し、長野オリンピックでは初出場でありながら5位という好成績を収めた。1999年世界選手権では中国のペアとして初めて世界選手権のメダルを獲得した。
2001-2002シーズン、ソルトレイクシティオリンピックでは、五輪史上初の4回転スロージャンプに挑戦、申雪は着氷に成功したかに見えたが直後にブレードが滑って転倒、4回転スロージャンプの成功認定はならず、銅メダル獲得となった。その後の世界選手権では中国のペアとして初めて優勝した。
2002-2003シーズン、グランプリファイナルを除く全ての大会で優勝を果たした。世界選手権ではSPでサイドバイサイドのスピンでバランスを崩し2位。FSの公式練習で4回転スロージャンプで申雪が足首を負傷し、痛み止めを打ち演技に臨んだ。ノーミスでスタンディングオベーションを起こし、世界選手権2連覇を果たした。
2003-2004シーズン、グランプリシリーズの採点方式が新採点方式(CoP)に移行。スケートカナダではタチアナ・トトミアニナ/マキシム・マリニン組に敗れ2位となるが、当シーズンよりISUグランプリシリーズに組み込まれた中国杯では優勝。グランプリファイナルではスケートカナダで敗れたトトミアニナ/マリニン組に18.78の大差をつけ3度目の優勝。世界選手権のSPでは趙宏博がソロジャンプで転倒し4位。FSでは前年に引き続きスタンディングオベーションを起こし1位。最後の6点満点方式を採用となった大会で技術点で2個、芸術点では10個の6.0を獲得した。
2004-2005シーズン、スケートカナダ、エリック・ボンパール杯、ロシア杯とグランプリシリーズは全勝。グランプリファイナルも優勝し、この4戦はSP、FSを通じ完全優勝を果たした。四大陸選手権の練習時に左足のアキレス腱を痛め棄権。怪我が治らないまま出場した世界選手権ではSP3位。FSの6分練習には姿を見せたが、演技を行わず棄権をした。
2005-2006シーズン、8月にアキレス腱断裂の重傷を負い、練習に復帰できたのは11月だったためグランプリシリーズの欠場を余儀なくされた。トリノオリンピックでは金メダル候補と思われていたが、長年のライバルだったロシアのトトミアニナ/マリニン組、後輩である中国の張丹/張昊組に敗れ、念願であったオリンピックでの金メダル獲得はならなかった。
2006-2007シーズン、出場した全ての大会でSP、FSを通じて完全優勝。世界選手権のFSの演技終了後、申雪にプロポーズを行う一幕もあった。
2007－2008シーズンより競技会には出場せず、アイスショーを中心に活動していたが、2009-2010シーズンISUグランプリシリーズで国際大会に復帰。中国杯、スケートアメリカと優勝。この優勝でボフロスト杯を含め、グランプリシリーズ7大会を制した初めての選手となった。グランプリファイナルでは自らが持つ国際スケート連盟主催大会スコアの最高記録を塗り替え、史上最多6回目の優勝をした。バンクーバーオリンピックでは、SP76.66点、FS139.91点、合計216.57点というパーソナルベストを記録。ロシア勢の13連覇を阻んで金メダルを獲得した。
2010年2月に現役引退を発表。2010年8月に自らが主催したアーティストリー・オン・アイスで海外のスケーターも招き、結婚式を行った。
2013年9月3日、第1子となる女児が誕生した。
現在はコーチとして活躍しており、今日の中国ペアでトップクラスの4組（彭程・張昊組、隋文静・韓聰組、于小雨・金揚組、王雪涵・王磊組）を指導している。2014年、教え子たちはグランプリシリーズで中国杯の表彰台独占をはじめ出場したすべての大会でメダルを獲得し、3組がグランプリファイナルに進出した。

## 氷上でのプロポーズ
趙と申が恋人関係にあるのではないかという推測は、2002年ソルトレークシティオリンピックの前後から根強いものがあった。特に趙はしばしばそうした希望を中国メディアにおいてほのめかせていたが、申は「彼はあくまでも競技の上でのパートナーに過ぎない」と断言し続けていた。しかし2007年の世界選手権でフリー演技が終了した直後、趙は氷上でついに申雪に結婚を申し込んだ。ところが、申はこの時自分が結婚を申し込まれたことを認識できていなかったため、プロポーズは空振りに終わった。結局、趙はその日の深夜、夜食を取ってからホテルに戻る途上で改めて申雪にプロポーズし、申も快く受け入れた。

## 主な成績
| 大会/年            | 93-94 | 94-95 | 95-96 | 96-97 | 97-98 | 98-99 | 99-00 | 00-01 | 01-02 | 02-03 | 03-04 | 04-05 | 05-06 | 06-07 | 09-10 |
| ------------------ | ----- | ----- | ----- | ----- | ----- | ----- | ----- | ----- | ----- | ----- | ----- | ----- | ----- | ----- | ----- |
| オリンピック       |       |       |       |       | 5     |       |       |       | 3     |       |       |       | 3     |       | 1     |
| 世界選手権         | 21    |       | 15    | 11    | 4     | 2     | 2     | 3     | 1     | 1     | 2     | 棄権  |       | 1     |       |
| 四大陸選手権       |       |       |       |       |       | 1     |       | 2     |       | 1     |       |       |       | 1     |       |
| 中国選手権         | 1     | 2     | 1     | 1     |       |       |       | 1     |       | 1     |       |       |       |       |       |
| GPファイナル       |       |       |       |       | 4     | 1     | 1     | 3     | 3     | 2     | 1     | 1     |       | 1     | 1     |
| GP中国杯           |       |       |       |       |       |       |       |       |       |       | 1     | 1     |       | 1     | 1     |
| GPスケートアメリカ |       |       |       |       |       |       |       | 2     |       |       |       |       |       |       | 1     |
| GPNHK杯            |       |       |       |       | 1     | 2     | 4     | 1     | 1     | 1     |       |       |       | 1     |       |
| GPスケートカナダ   |       |       |       |       |       | 1     |       |       |       |       | 2     | 1     |       |       |       |
| GPエリック杯       |       |       |       |       | 3     |       |       |       |       |       |       | 1     |       |       |       |
| GPボフロスト杯     |       |       |       |       |       |       | 3     |       | 1     | 1     |       |       |       |       |       |
| GPロシア杯         |       |       |       |       |       | 2     | 2     | 2     |       | 1     |       |       |       |       |       |
| 冬季アジア大会     |       |       |       | 1     |       | 1     |       |       |       | 1     |       |       |       | 1     |       |
| ユニバーシアード   |       |       |       | 1     |       |       |       |       |       |       |       |       |       |       |       |

### 詳細
| 2009-2010 シーズン       |                                                            |         |          |          |
| 開催日                   | 大会名                                                     | SP      | FS       | 結果     |
| 2010年2月14日 - 27日     | バンクーバーオリンピック（バンクーバー）                   | 1 76.66 | 2 139.91 | 1 216.57 |
| 2009年12月3日 - 6日      | 2009/2010 ISUグランプリファイナル（東京）                  | 1 75.36 | 1 138.89 | 1 214.25 |
| 2009年11月12日 - 15日    | ISUグランプリシリーズ スケートアメリカ（レークプラシッド） | 1 74.36 | 1 127.04 | 1 201.4  |
| 2009年10月29日 - 11月1日 | ISUグランプリシリーズ 中国杯（北京）                       | 1 72.28 | 1 128.69 | 1 200.97 |

| 2006-2007 シーズン       |                                                              |         |          |          |
| 開催日                   | 大会名                                                       | SP      | FS       | 結果     |
| 2007年3月19日 - 25日     | 2007年世界フィギュアスケート選手権（東京）                   | 1 71.07 | 1 132.43 | 1 203.50 |
| 2007年2月5日 - 11日      | 2007年四大陸フィギュアスケート選手権（コロラドスプリングス） | 1 69.29 | 1 133.76 | 1 203.05 |
| 2007年1月28日 - 2月4日   | 2007年アジア冬季競技大会（長春）                             | 1 69.49 | 1 126.06 | 1 195.55 |
| 2006年12月14日 - 17日    | 2006/2007 ISUグランプリファイナル（サンクトペテルブルク）    | 1 68.66 | 1 134.53 | 1 203.19 |
| 2006年11月30日 - 12月3日 | ISUグランプリシリーズ NHK杯（長野）                          | 1 65.58 | 1 125.39 | 1 190.97 |
| 2006年11月9日 - 12日     | ISUグランプリシリーズ 中国杯（南京）                         | 1 68.9  | 1 124.69 | 1 193.59 |

| 2005-2006 シーズン   |                              |         |          |          |
| 開催日               | 大会名                       | SP      | FS       | 結果     |
| 2006年2月10日 - 26日 | トリノオリンピック（トリノ） | 5 62.32 | 3 124.59 | 3 186.91 |

| 2004-2005 シーズン    |                                                        |         |          |          |
| 開催日                | 大会名                                                 | SP      | FS       | 結果     |
| 2005年3月14日 - 20日  | 2005年世界フィギュアスケート選手権（モスクワ）         | 3 66.00 | -        | 棄権     |
| 2004年12月16日 - 19日 | 2004/2005 ISUグランプリファイナル（北京）              | 1 70.52 | 1 136.02 | 1 206.54 |
| 2004年11月19日 - 21日 | ISUグランプリシリーズ エリック・ボンパール杯（パリ）   | 1 66.88 | 1 121.24 | 1 188.12 |
| 2004年11月10日 - 14日 | ISUグランプリシリーズ 中国杯（北京）                   | 1 66.38 | 1 127.16 | 1 193.54 |
| 2004年10月28日 - 31日 | ISUグランプリシリーズ スケートカナダ（ハリファックス） | 1 66.48 | 1 123.72 | 1 190.20 |

| 2003-2004 シーズン       |                                                           |         |          |          |
| 開催日                   | 大会名                                                    | SP      | FS       | 結果     |
| 2004年3月22日 - 28日     | 2004年世界フィギュアスケート選手権（ドルトムント）        | 4       | 1        | 2        |
| 2003年12月11日 - 14日    | 2003/2004 ISUグランプリファイナル（コロラドスプリングス） | 1 66    | 1 130.08 | 1 196.08 |
| 2003年11月6日 - 9日      | ISUグランプリシリーズ 中国杯（北京）                      | 1 63.46 | 1 125.82 | 1 189.28 |
| 2003年10月30日 - 11月2日 | ISUグランプリシリーズ スケートカナダ（ミシサガ）          | 1 68.76 | 2 123.04 | 2 191.8  |

| 2002-2003 シーズン       |                                                           |    |    |      |
| 開催日                   | 大会名                                                    | SP | FS | 結果 |
| 2003年3月24日 - 30日     | 2003年世界フィギュアスケート選手権（ワシントンD.C.）      | 2  | 1  | 1    |
| 2003年2月28日 - 3月2日   | 2002/2003 ISUグランプリファイナル（サンクトペテルブルク） | 2  | 2  | 2    |
| 2003年2月10日 - 16日     | 2003年四大陸フィギュアスケート選手権（北京）              | 1  | 1  | 1    |
| 2003年2月1日 - 8日       | 2003年アジア冬季競技大会（青森）                          | 1  | 1  | 1    |
| 2002年11月28日 - 12月1日 | ISUグランプリシリーズ NHK杯（京都）                       | 1  | 1  | 1    |
| 2002年11月21日 - 24日    | ISUグランプリシリーズ ロシア杯（モスクワ）                | 1  | 1  | 1    |
| 2002年11月8日 - 10日     | ISUグランプリシリーズ ボフロスト杯（ゲルゼンキルヒェン）  | 1  | 1  | 1    |

| 2001-2002 シーズン       |                                                              |    |    |      |
| 開催日                   | 大会名                                                       | SP | FS | 結果 |
| 2002年3月16日 - 24日     | 2002年世界フィギュアスケート選手権（長野）                   | 1  | 1  | 1    |
| 2002年2月9日 - 21日      | ソルトレイクシティオリンピック（ソルトレイクシティ）         | 3  | 3  | 3    |
| 2001年12月14日 - 16日    | 2001/2002 ISUグランプリファイナル（キッチナー）              | 3  | 3  | 3    |
| 2001年11月29日 - 12月2日 | ISUグランプリシリーズ NHK杯（熊本）                          | 1  | 1  | 1    |
| 2001年11月9日 - 10日     | ISUグランプリシリーズ スパルカッセン杯（ゲルゼンキルヒェン） | 1  | 1  | 1    |

| 2000-2001 シーズン       |                                                                |    |    |      |
| 開催日                   | 大会名                                                         | SP | FS | 結果 |
| 2001年3月17日 - 25日     | 2001年世界フィギュアスケート選手権（バンクーバー）             | 2  | 3  | 3    |
| 2001年2月15日 - 18日     | 2000/2001 ISUグランプリファイナル（東京）                      | 3  | 3  | 3    |
| 2001年2月7日 - 10日      | 2001年四大陸フィギュアスケート選手権（ソルトレイクシティ）     | 2  | 2  | 2    |
| 2000年11月30日 - 12月3日 | ISUグランプリシリーズ NHK杯（旭川）                            | 2  | 1  | 1    |
| 2000年11月16日 - 19日    | ISUグランプリシリーズ ロシア杯（サンクトペテルブルク）         | 2  | 2  | 2    |
| 2000年10月26日 - 29日    | ISUグランプリシリーズ スケートアメリカ（コロラドスプリングス） | 1  | 2  | 2    |

| 1999-2000 シーズン     |                                                              |    |    |      |
| 開催日                 | 大会名                                                       | SP | FS | 結果 |
| 2000年3月26日 - 4月2日 | 2000年世界フィギュアスケート選手権（ニース）                 | 1  | 2  | 2    |
| 2000年1月13日 - 16日   | 1999/2000 ISUグランプリファイナル（リヨン）                  | 1  | 1  | 1    |
| 1999年12月2日 - 5日    | ISUグランプリシリーズ NHK杯（名古屋）                        | 4  | 4  | 4    |
| 1999年11月24日 - 28日  | ISUグランプリシリーズ ロシア杯（サンクトペテルブルク）       | 1  | 2  | 2    |
| 1999年11月11日 - 14日  | ISUグランプリシリーズ スパルカッセン杯（ゲルゼンキルヒェン） | 3  | 3  | 3    |

| 1998-1999 シーズン     |                                                           |    |    |      |
| 開催日                 | 大会名                                                    | SP | FS | 結果 |
| 1999年3月21日 - 28日   | 1999年世界フィギュアスケート選手権（ヘルシンキ）          | 2  | 2  | 2    |
| 1998年3月4日 - 7日     | 1998/1999 ISUグランプリファイナル（サンクトペテルブルク） | 1  | 1  | 1    |
| 1999年2月21日 - 28日   | 1999年四大陸フィギュアスケート選手権（ハリファックス）    | 1  | 1  | 1    |
| 1999年1月30日 - 2月6日 | 1999年アジア冬季競技大会（江原道）                        | 1  | 1  | 1    |
| 1998年12月2日 - 6日    | ISUグランプリシリーズ NHK杯（札幌）                       | 3  | 2  | 2    |
| 1998年11月25日 - 29日  | ISUグランプリシリーズ ロシア杯（モスクワ）                | 5  | 2  | 2    |
| 1998年11月5日 - 8日    | ISUグランプリシリーズ スケートカナダ（カムループス）      | 1  | 1  | 1    |

| 1997-1998 シーズン     |                                                           |    |    |      |
| 開催日                 | 大会名                                                    | SP | FS | 結果 |
| 1998年3月28日 - 4月5日 | 1998年世界フィギュアスケート選手権（ミネアポリス）        | 6  | 3  | 4    |
| 1998年2月8日 - 20日    | 長野オリンピック（長野）                                  | 8  | 5  | 5    |
| 1997年12月19日 - 21日  | 1997/1998 ISUチャンピオンシリーズファイナル（ミュンヘン） | 4  | 4  | 4    |
| 1997年11月27日 - 30日  | ISUグランプリシリーズ NHK杯（長野）                       | 3  | 1  | 1    |
| 1998年11月13日 - 16日  | ISUグランプリシリーズ ラリック杯（パリ）                  | 3  | 3  | 3    |

| 1996-1997 シーズン   |                                                  |    |    |      |
| 開催日               | 大会名                                           | SP | FS | 結果 |
| 1997年3月16日 - 23日 | 1997年世界フィギュアスケート選手権（ローザンヌ） | 14 | 9  | 11   |

| 1995-1996 シーズン   |                                                    |    |    |      |
| 開催日               | 大会名                                             | SP | FS | 結果 |
| 1996年3月17日 - 24日 | 1996年世界フィギュアスケート選手権（エドモントン） | 18 | 13 | 15   |

| 1993-1994 シーズン   |                                            |    |    |      |
| 開催日               | 大会名                                     | SP | FS | 結果 |
| 1994年3月20日 - 27日 | 1994年世界フィギュアスケート選手権（千葉） | 23 | 21 | 21   |

## プログラム使用曲
| シーズン  | SP                                                                         | FS                                                                                                 | EX |
| --------- | -------------------------------------------------------------------------- | -------------------------------------------------------------------------------------------------- | --- |
| 2009–2010 | リヴ・フォーエヴァー 作曲：ブライアン・メイ 演奏：デイヴィッド・ギャレット | アルビノーニのアダージョ 作曲：レモ・ジャゾット                                                    | Io ci sarò ボーカル：アンドレア・ボチェッリRamalama ボーカル：ロイシン・マーフィー |
| 2007-2009 | -                                                                          | -                                                                                                  | Feeling Good ボーカル：マイケル・ブーブレ |
| 2006-2007 | ロマンツァ 作曲：サルバドール・バカリッセ                                  | タイスの瞑想曲 作曲：ジュール・マスネ                                                              | マイ・ウェイ ボーカル：The Three Tenorsカルーソ 作曲：ルーチョ・ダッラ ボーカル：イル・ディーヴォ |
| 2005-2006 | ピアノ協奏曲第3番 作曲：セルゲイ・ラフマニノフ                             | ある晴れた日に 歌劇『蝶々夫人』より 作曲：ジャコモ・プッチーニ                                     | 見果てぬ夢 ミュージカル『ラ・マンチャの男』より 作曲：ミッチ・リー ボーカル：ジョー・ダリオン 演奏：ルーサー・ヴァンドロス |
| 2004-2005 | 月の光 作曲：クロード・ドビュッシー                                        | 映画『宋家の三姉妹』より 作曲：喜多郎、ランディ・ミラー                                            | Come What May 映画『ムーラン・ルージュ』より ボーカル：ニコール・キッドマン、ユアン・マクレガー |
| 2003-2004 | キスメット 作曲：Gay-Yee 演奏：ボンド                                      | こんぺい糖の精と王子のパ・ド・ドゥ バレエ『くるみ割り人形』より 作曲：ピョートル・チャイコフスキー | Come What May 映画『ムーラン・ルージュ』より ボーカル：ニコール・キッドマン、ユアン・マクレガータイム・トゥ・セイ・グッバイ ボーカル：サラ・ブライトマン、アンドレア・ボチェッリアルビノーニのアダージョ 作曲：レモ・ジャゾット ボーカル：ララ・ファビアン |
| 2002-2003 | Beethoven's Last Night 演奏：Trans-Siberian Orchestra                      | 歌劇『トゥーランドット』より 作曲：ジャコモ・プッチーニ 演奏：ヴァネッサ・メイ                     | タイム・トゥ・セイ・グッバイ ボーカル：サラ・ブライトマン、アンドレア・ボチェッリ |
| 2001-2002 | キスメット 作曲：Gay-Yee 演奏：ボンド                                      | 歌劇『トゥーランドット』より 作曲：ジャコモ・プッチーニ 演奏：ヴァネッサ・メイ                     | Bensonhurst Blues ボーカル：オスカー・ベントン |
| 2000-2001 | Palladio: I. Allegretto 作曲：カール・ジェンキンス                         | Spirit of Spring 作曲：杜鳴心                                                                      | Beethoven's Last Night 演奏：Trans-Siberian Orchestra |
| 1999-2000 | バレエ『火の鳥』より 作曲：イーゴリ・ストラヴィンスキー                    | Spirit of Spring 作曲：杜鳴心                                                                      | Crazy 曲：フリオ・イグレシアス |
| 1998-1999 | ツィゴイネルワイゼン 作曲：パブロ・デ・サラサーテ                          | 映画『ムーラン』より 作曲：ジェリー・ゴールドスミス                                                | ある晴れた日に 歌劇『蝶々夫人』より 作曲：ジャコモ・プッチーニ |
| 1997-1998 | ツィゴイネルワイゼン 作曲：パブロ・デ・サラサーテ                          | Mount Olympus 作曲：マーズ・ラサール                                                               | ある晴れた日に 歌劇『蝶々夫人』より 作曲：ジャコモ・プッチーニ |
| 1996-1997 | Out of Silence 作曲：ヤニー                                                | Mount Olympus 作曲：マーズ・ラサール                                                               | |
| 1995-1996 | Out of Silence 作曲：ヤニー                                                | 黄河協奏曲 作曲：冼星海                                                                            | |